# Nyssodrysina lineatocollis
Nyssodrysina lineatocollis är en skalbaggsart som först beskrevs av Bates 1863. Nyssodrysina lineatocollis ingår i släktet Nyssodrysina och familjen långhorningar.
Artens utbredningsområde är Panama. Inga underarter finns listade i Catalogue of Life.